# Nomonyx dominicus
El pato zambullidor (Nomonyx dominicus), también conocido como malvasía enmascarada , pato enmascarado o pato fierro, es una especie de ave anseriforme de la familia Anatidae que habita Centroamérica y América del Sur. Se encuentra presente en las Antillas del Caribe.
Tiene unos 30 cm de largo, es más confiado, pero se oculta entre la vegetación. Flota semihundido. No eleva la cola. Es más volador que el resto de los patos zambullidores, mostrando la mancha central en las alas. Presenta corona, cara y barba negra, no capuchón como Oxyura vittata. Dorso manchado de negro. La hembra presenta dos notables fajas ocráceas en cara negruzca, pero no presenta la coloración rojiza del cuello y nuca del macho.
Habita en las ciénagas tropicales. Se le ha visto en los manglares. Se le documenta desde el nivel del mar hasta los 800 m s. n. m.
La nidada consiste de cuatro a seis huevos, aunque se han reportado nidadas de hasta dieciocho huevos. La incubación toma unos 28 días.
Se alimenta de semillas. Logra una longitud de 30 a 35 cm, con un peso de 300 a 400 g.